# Calamistrum globuliferum
Calamistrum globuliferum là một loài dương xỉ trong họ Marsileaceae. Loài này được L. Kuntze mô tả khoa học đầu tiên.